# Bief-du-Fourg
Bief-du-Fourg – miejscowość i gmina we Francji, w regionie Burgundia-Franche-Comté, w departamencie Jura.
Według danych na rok 1990 gminę zamieszkiwały 122 osoby, a gęstość zaludnienia wynosiła 12 osób/km² (wśród 1786 gmin Franche-Comté Bief-du-Fourg plasuje się na 621. miejscu pod względem liczby ludności, natomiast pod względem powierzchni na miejscu 425.).